# Jakob Henle
Friedrich Gustav Jakob Henle (født 19. juli 1809 i Fürth, død 13. maj 1885 i Göttingen) var en tysk anatom. 
Henle studerede fra 1827—32 i Bonn og Heidelberg, førstnævnte sted under Johannes Müllers ledelse. Han tog doktorgraden 1832 (De membrana pupillarii, aliisque oculi membranis pellucentibus), rejste med Müller til Paris, senere til Berlin, hvor han blev dennes prosektor 1834. Men ret til at docere fik han ikke, da han af politiske grunde blev arresteret 1835 og holdt fangen, indtil Alexander von Humboldt fik ham fri. 1837 blev han privatdocent efter at have skrevet sin berømte afhandling: Symbolæ ad anatomiam villorum intestinalium inprimis eorum epithelii et vasorum lacteorum. 1840 kaldtes Henle til anatomisk professor i Zürich, og 1841 udgav han Allgemeine Anatomie, der skaffede ham verdensry. 1844 overtog Henle professoratet i anatomi i Heidelberg og 1849 direktoratet for det anatomiske institut, men forflyttedes 1852 til Göttingen. 
Henle har på en overordentlig måde beriget vor anatomiske viden, særlig ved sine studier over de forskellige arter epitelcellers udbredelse i organismen og påvisningen af tarmkanalens cylinderepitel; desuden ved undersøgelser over de centrale chyluskar, hårenes indre rodskede, hornhindens mikroskopiske bygning, opdagelsen af blodkarrenes endothel, karmembranerne, levercellerne og de Henleske slynger i nyrekanalerne. Han påviste også, at Fovea centralis kun har et lag af tappe og ingen stave. Også Henles makroskopiske undersøgelser bragte meget nyt, navnlig i læren om ligamenterne (se Systematische Anatomie I—III, 1855—73). 
Under opholdet hos Müller, hvor Henle sluttede sig nært til Adolph Hannover, arbejdede han meget med komparativ anatomi og udgav sammen med Müller Systematische Beschreibung der Plagiostomen, desuden studier over Narcine, Enchytraeus og Acarus folliculorum, slægter og arter, der første gang er beskrevet af Henle. Hertil sluttede sig studier over annelider og snegle. Den periode, i hvilken Henle levede, betød på flere måder gennembruddet af en ny tid, i hvilken anatomiske, kemiske og fysiologiske undersøgelser bragte nye synspunkter i patologien frem. Dette ses i Henles Schleim und Eiterbildung (1838), i hans store Handbuch der rationellen Pathologie (1846—1853) og i Pathologische Untersuchungen (1840), der blandt andet indeholder Über Miasmen und Contagien und von miasmatisch-contagiösen Krankheiten, i hvilken mange sygdommes parasitære karakter påvises, så at afhandlingen danner indledningen til den bakteriologiske tidsalder. Også Henles Anthropologische Vorträge, der er beregnede på et bredere publikum, er særdeles værdifulde. Foruden de nævnte skrifter har Henle udgivet en mængde specielle undersøgelser.